# Saison 2019 de l'équipe cycliste Israel Cycling Academy
La saison 2019 de l'équipe cycliste Israel Cycling Academy est la cinquième de cette équipe.

## Préparation de la saison 2019

### Arrivées et départs
Israel Cycling Academy recrute dix coureurs durant l'intersaison, tandis que quatre figurant dans l'effectif de 2018 ne sont pas conservés.
| Arrivées           | Équipe 2018                        |
| ------------------ | ---------------------------------- |
| Matteo Badilatti   | Vorarlberg-Santic                  |
| Rudy Barbier       | Ag2r La Mondiale                   |
| Matthias Brändle   | Trek-Segafredo                     |
| Clément Carisey    | Pro Immo Nicolas Roux              |
| Alexander Cataford | UnitedHealthcare                   |
| Davide Cimolai     | Groupama-FDJ                       |
| Conor Dunne        | Aqua Blue Sport                    |
| Itmar Einhorn      | Israel Cycling Academy Development |
| Riccardo Minali    | Astana                             |
| Tom Van Asbroeck   | EF Education First-Drapac          |

| Départs          | Équipe 2019       |
| ---------------- | ----------------- |
| José Manuel Díaz | Vorarlberg-Santic |
| Luis Lemus       | Retraite          |
| Tyler Williams   |                   |
| Aviv Yechezkel   | Retraite          |

## Coureurs et encadrement technique

### Effectif
L'effectif de l'équipe Israel Cycling Academy pour la saison 2019 compte 30 coureurs.
| Cycliste           | Date de naissance  | Nationalité      | Équipe 2018                        |  |
| ------------------ | ------------------ | ---------------- | ---------------------------------- |  |
| Edwin Ávila        | 21 novembre 1989   | Colombie         | Israel Cycling Academy             |  |
| Matteo Badilatti   | 30 juillet 1992    | Suisse           | Vorarlberg-Santic                  |  |
| Rudy Barbier       | 18 décembre 1992   | France           | Ag2r La Mondiale                   |  |
| Guillaume Boivin   | 25 septembre 1989  | Canada           | Israel Cycling Academy             |  |
| Matthias Brändle   | 7 décembre 1989    | Autriche         | Trek-Segafredo                     |  |
| Clément Carisey    | 23 février 1992    | France           | Pro Immo Nicolas Roux              |  |
| Alexander Cataford | 1er septembre 1993 | Canada           | UnitedHealthcare                   |  |
| Davide Cimolai     | 13 août 1989       | Italie           | Groupama-FDJ                       |  |
| Zakkari Dempster   | 27 septembre 1987  | Australie        | Israel Cycling Academy             |  |
| Conor Dunne        | 22 janvier 1992    | Irlande          | Aqua Blue Sport                    |  |
| Nathan Earle       | 4 juin 1988        | Australie        | Israel Cycling Academy             |  |
| Itmar Einhorn      | 20 septembre 1997  | Israël           | Israel Cycling Academy Development |  |
| Sondre Holst Enger | 17 décembre 1993   | Norvège          | Israel Cycling Academy             |  |
| Awet Gebremedhin   | 5 février 1992     | Érythrée         | Israel Cycling Academy             |  |
| Omer Goldstein     | 13 août 1996       | Israël           | Israel Cycling Academy             |  |
| Roy Goldstein      | 20 mai 1993        | Israël           | Israel Cycling Academy             |  |
| Ben Hermans        | 8 juin 1986        | Belgique         | Israel Cycling Academy             |  |
| August Jensen      | 29 août 1991       | Norvège          | Israel Cycling Academy             |  |
| Riccardo Minali    | 19 avril 1995      | Italie           | Astana                             |  |
| Krists Neilands    | 18 août 1994       | Lettonie         | Israel Cycling Academy             |  |
| Guy Niv            | 8 mars 1994        | Israël           | Israel Cycling Academy             |  |
| Benjamin Perry     | 7 mars 1994        | Canada           | Israel Cycling Academy             |  |
| Rubén Plaza        | 29 février 1980    | Espagne          | Israel Cycling Academy             |  |
| Mihkel Räim        | 3 juillet 1993     | Estonie          | Israel Cycling Academy             |  |
| Guy Sagiv          | 5 décembre 1994    | Israël           | Israel Cycling Academy             |  |
| Kristian Sbaragli  | 8 mai 1990         | Italie           | Israel Cycling Academy             |  |
| Hamish Schreurs    | 23 janvier 1994    | Nouvelle-Zélande | Israel Cycling Academy             |  |
| Daniel Turek       | 19 janvier 1993    | Tchéquie         | Israel Cycling Academy             |  |
| Tom Van Asbroeck   | 19 avril 1990      | Belgique         | EF Education First-Drapac          |  |
| Dennis van Winden  | 2 décembre 1987    | Pays-Bas         | Israel Cycling Academy             |  |

### Encadrement
Nicki Sørensen redevient directeur sportif d'Israel Cycling Academy en 2019, après avoir dirigé l'équipe Aqua Blue Sport pendant deux ans.

## Bilan de la saison

### Victoires
| Date       | Course                                         | Pays         | Classe | Vainqueur        |
| ---------- | ---------------------------------------------- | ------------ | ------ | ---------------- |
| 27/02/2019 | 4e étape du Tour du Rwanda                     | Rwanda       | 2.1    | Edwin Ávila      |
| 29/03/2019 | Classic Loire Atlantique                       | France       | 1.1    | Rudy Barbier     |
| 12/04/2019 | 1re étape du Tour de Cova da Beira             | Portugal     | 2.1    | Edwin Ávila      |
| 14/04/2019 | Classement général du Tour de Cova da Beira    | Portugal     | 2.1    | Edwin Ávila      |
| 25/04/2019 | 1re étape du Tour de Castille-et-León          | Espagne      | 2.1    | Davide Cimolai   |
| 26/04/2019 | 2e étape du Tour de Castille-et-León           | Espagne      | 2.1    | Davide Cimolai   |
| 27/04/2019 | Classement général du Tour de Castille-et-León | Espagne      | 2.1    | Davide Cimolai   |
| 19/05/2019 | Championnat d'Autriche du contre-la-montre     | Autriche     | CN     | Matthias Brändle |
| 23/05/2019 | Prologue du Tour d'Estonie                     | Estonie      | 2.1    | Matthias Brändle |
| 24/05/2019 | 1re étape du Tour d'Estonie                    | Estonie      | 2.1    | Rudy Barbier     |
| 25/05/2019 | 2e étape du Tour d'Estonie                     | Estonie      | 2.1    | Mihkel Räim      |
| 25/05/2019 | Classement général du Tour d'Estonie           | Estonie      | 2.1    | Mihkel Räim      |
| 13/06/2019 | 2e étape du Tour de Hongrie                    | Hongrie      | 2.1    | Krists Neilands  |
| 14/06/2019 | 3e étape du Tour de Corée                      | Corée du Sud | 2.1    | Benjamin Perry   |
| 15/06/2019 | 4e étape du Tour de Hongrie                    | Hongrie      | 2.1    | Krists Neilands  |
| 15/06/2019 | Championnat d'Israël du contre-la-montre       | Israël       | CN     | Guy Niv          |
| 16/06/2019 | Classement général du Tour de Hongrie          | Hongrie      | 2.1    | Krists Neilands  |
| 27/06/2019 | Championnat de Lettonie du contre-la-montre    | Lettonie     | CN     | Krists Neilands  |
| 29/06/2019 | Championnat d'Israël sur route                 | Israël       | CN     | Guy Sagiv        |
| 10/07/2019 | 4e étape du Tour d'Autriche                    | Autriche     | 2.1    | Ben Hermans      |
| 12/07/2019 | Classement général du Tour d'Autriche          | Autriche     | 2.1    | Ben Hermans      |
| 29/07/2019 | 3e étape du Tour de Wallonie                   | Belgique     | 2.HC   | Davide Cimolai   |
| 14/08/2019 | 2e étape du Tour de l'Utah                     | États-Unis   | 2.HC   | Ben Hermans      |
| 15/08/2019 | 3e étape du Tour de l'Utah                     | États-Unis   | 2.HC   | Ben Hermans      |
| 18/08/2019 | Classement général du Tour de l'Utah           | États-Unis   | 2.HC   | Ben Hermans      |

### Résultats sur les courses majeures
Les tableaux suivants représentent les résultats de l'équipe dans les principales courses du calendrier international dans lesquelles l'équipe bénéficie d'une invitation (les cinq classiques majeures et les trois grands tours). Pour chaque épreuve est indiqué le meilleur coureur de l'équipe, son classement ainsi que les accessits glanés par Israel Cycling Academy sur les courses de trois semaines.

#### Classiques
| Classique            | Milan-San Remo       | Tour des Flandres | Paris-Roubaix | Liège-Bastogne-Liège | Tour de Lombardie |
| -------------------- | -------------------- | ----------------- | ------------- | -------------------- | ----------------- |
| Coureur (classement) | Davide Cimolai (22e) | non invitée       | non invitée   | non invitée          |                   |

#### Grands tours
| Grand tour           | Tour d'Italie     | Tour de France | Tour d'Espagne |
| -------------------- | ----------------- | -------------- | -------------- |
| Coureur (classement) | Rubén Plaza (71e) | non invitée    | non invitée    |
| Accessits            |                   |                |                |